# Шпандауские ворота

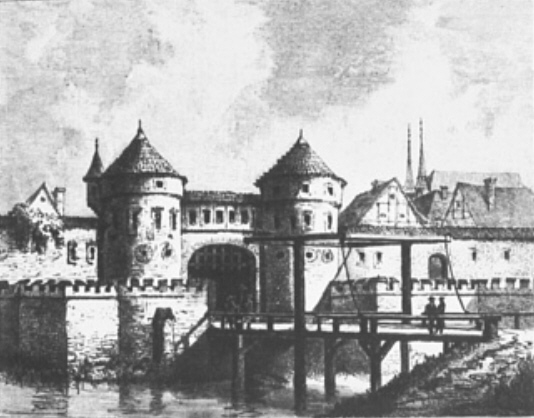
Средневековые Шпандауские ворота. 1450

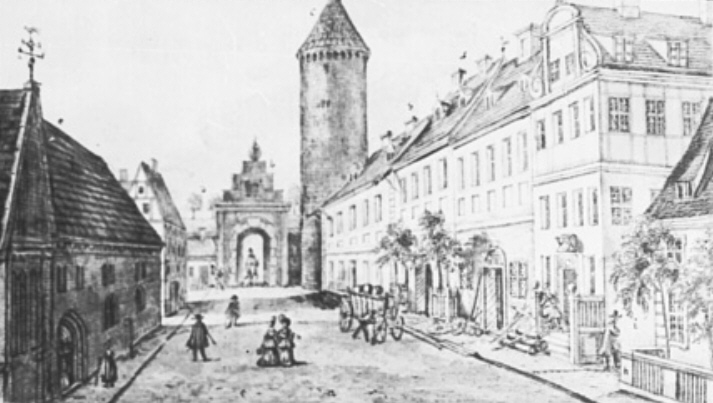
Шпандауские ворота в составе оборонительных сооружений Берлина. 1700

Шпандауские ворота (нем. Spandauer Tor) — не сохранившиеся ворота в составе средневековой городской стены Берлина. Располагались в северной части Шпандауской улицы рядом с больницей Святого Духа. От ворот брали начало несколько улиц, которые вели в разных направлениях: в Нойруппин и Гамбург (Большая и Малая Гамбургские улицы), в Панков и Шёнхаузен (Новая и Старая Шёнхаузенские улицы) и в Шпандау (современная Ораниенбургер-штрассе), город, давший название воротам.
При возведении барочных оборонительных укреплений под руководством Иоганна Грегора Мемхардта ворота были перенесены на северо-восток и установлены между двумя бастионами. После сноса оборонительных укреплений к 1750 году у ворот появилась площадь Хаккешер-Маркт.